# Liste d'organismes de secourisme par pays
 (décembre 2018).
 (mars 2019).
Cet article fournit des listes d'organismes de secourisme par pays avec diverses informations concernant ces organismes.

## EnAllemagne
- DGzRS : Deutsche Gesellschaft zur Rettung Schiffbrüchiger, société allemande de sauvetage des naufragés
- DRK : Deutsches Rotes Kreuz, Croix-Rouge allemande
- JUH : Johanniter-Unfall-Hilfe, Ordre protestant de Saint-Jean, membre de Johanniter International
- MHD : Malteser Hilfsdienst, Malteser International, ordre souverain militaire et hospitalier de Saint-Jean de Jérusalem, de Rhodes et de Malte
- THW : Bundesanstalt Technisches Hilfswerk, association de bénévoles spécialisée dans le sauvetage technique type sauvetage-déblaiement

Notes
e.V. signifie eingetragener Verein, littéralement « association immatriculée »

## EnItalie
- Département National de Protection civile [1] (Protezione civile) : Placée sous l'autorité de la Présidence du Conseil italien, la Protezione civile assure la coordination du système de secours italien.
- Service de santé d'urgence et d'urgence en Italie (SSUEL-118 Servizio Sanitario di Urgenza ed Emergenza)
- Croix Rouge Italienne.
- Corpo nazionale soccorso alpino e speleologico (it) : émanation du Club Alpin Italien, le CNSAS comprend 7500 sauveteurs chargés des sauvetages en montagne et milieu souterrain.

## EnTunisie
- ARVPC Medenine : Association régionale des volontaires de la Protection Civile de Médenine

## EnBelgique
En Belgique, les organismes habilités à dispenser des formations aux premiers secours sont repris sur une liste publiée par le Service Public Fédéral Emploi, Travail et Concertation sociale.

## AuCanada
- Dynamédic
- Croix-Rouge canadienne

## EnFrance

### Associations

#### Associations Agréées de Sécurité Civile (AASC) au niveau national[3]
- Association Nationale des Premiers Secours[4] (ANPS) : association regroupant différentes affiliations, les UDPS, Unité de Développement des Premiers Secours ou Unité Départementale des Premiers Secours ; les UDPS possèdent plusieurs agréments de sécurité civile, : l'agrément A : opérations de secours (selon les départements, secours à personnes et sécurité de la pratique des activités aquatiques en milieux naturels et artificiels); B : actions de soutien aux populations sinistrées; C : encadrement des bénévoles lors des actions de soutien aux populations sinistrées; D : Dispositifs Prévisionnels de Secours. L'ANPS est l'organisme fédérateur des UDPS, agréé au niveau national pour la formation aux gestes de premiers secours.
- Centre Français de Secourisme[5] (CFS) : association nationale de sécurité civile fondée en 1977 qui intervient par ses représentations départementales dans le domaine de l'enseignement des premiers secours, du BNSSA et dans l'organisation de postes de secours.
- Centre de documentation de recherche et d'expérimentation sur les pollutions accidentelles des eaux : dispose d'un agrément national "A- actions contre les pollutions aquatiques".
- Croix-Rouge française[6] : créée en 1864 par le Suisse Henri Dunant, horrifié par le carnage de la bataille de Solférino, la Croix-Rouge française est membre de la Fédération internationale des Sociétés de la Croix-Rouge et du Croissant-Rouge. Outre l'activité de secourisme bénévole (formation et postes de secours), elle a aussi une activité sociale, humanitaire, des écoles (infirmiers, kinésithérapeutes…), des cliniques, des dispensaires et une action internationale (lutte contre le sida en Afrique, actions en Haïti).

- Fédération Française de Spéléologie (FFS) - Spéléo-Secours Français (SSF) [7] : Le Spéléo-Secours Français est une commission de la Fédération Française de Spéléologie, créée à la suite d'une opération de sauvetage en 1976. Elle assure les secours spécialisés en spéléologie via 2000 sauveteurs-spéléologues. Leurs formations et leurs actions sont centrées sur le sauvetage (accès aux victimes, sécurité, dégagement des victimes), contrairement à la plupart des associations qui sont axées sur les soins. L'agrément[8] de type A, est relatif aux opérations de secours en milieu souterrain qui comprend les cavités naturelles ou artificielles, noyées ou à l'air libre.
- Fédération Française de Sauvetage et de Secourisme[9] (FFSS) : créée en 1899 à Paris par Raymond Pitet, elle est l'héritière des sociétés d'aide aux noyés de la Seine. Reconnue d'utilité publique en 1927, elle est spécialisée sur les activités aquatiques, et participe notamment à la surveillance des plages. Elle est agréée de sécurité civile[10] pour des missions A-opérations de secours (secours aux personnes et, selon les départements, sauvetage aquatique), B, C et D.
- Fédération Nationale de Protection Civile (FNPC) : créée en 1965, et reconnue d'utilité publique en 1969, elle est le résultat de la fusion, à l'issue de la Seconde guerre mondiale, des différentes organisations de premiers secours, comme les secouristes de La Poste et de France Télécom (UNASS) et la Fédération nationale des radioamateurs au service de la sécurité civile (FNRASEC). Au niveau départemental, les associations s'appellent « Associations Départementales de Protection Civile » (ADPC), qui ont sous leur tutelle des antennes de Protection Civile au niveau local.
- Fédération nationale des radioamateurs au service de la sécurité civile (FNRASEC) : dispose d'un Agrément type A : établissement et exploitation de réseaux annexes et supplétifs de transmission[11]. Au niveau départemental, les associations s'appellent association départementale des radioamateurs au service de la sécurité civile - ADRASEC[12]. Les ADRASEC ont pour missions l’établissement et l’exploitation de réseaux de transmission de secours (Dispositif ORSEC) et les recherches radiogoniométriques d’aéronefs en détresse (plan SATER).
- Fédération des Secouristes Français Croix Blanche (FSFCB) : première association française de secourisme moderne, avec la particularité de la formation au secourisme du citoyen dans sa vie quotidienne et non plus dans des faits, exclusivement, de guerre, cette association a pour origine la Société des secouristes français fondée en 1892 à Paris et reconnue d'utilité publique en 1898. Elle prend son nom définitif en 1972. Elle est agréée pour la formation aux premiers secours ainsi que de Sécurité Civile sur les quatre types de mission A-B-C-D. Elle est présente dans soixante-sept départements français (2012), y compris en outre-mer. Ses comités départementaux et ses associations locales sont des associations autonomes (type loi de 1901), ce qui n'exclut pas la prévalence de la Fédération sur l'ensemble de leurs actions. La fédération des secouristes français Croix-Blanche est membre permanent de l’observatoire national du secourisme.
- Les Œuvres Hospitalières Françaises de l'Ordre de Malte (ŒHFOM) est l'organisation caritative, largement composé de bénévoles, qui organise les activités de l'ordre souverain militaire et hospitalier de Saint-Jean de Jérusalem, de Rhodes et de Malte (ordre souverain de Malte). Outre les activités de secourisme (formation et postes de secours), elle a aussi une activité sociale (maisons medico-sociale), humanitaire, des dispensaires, des écoles d'ambulanciers. Elle est reconnue d'utilité publique dès 1928 par le gouvernement français et titulaire d'un agrément de sécurité civile national[13] pour l'ensemble des missions A-B-C-D. En 2017, l'Ordre de Malte France compte plus de 1 200 secouristes répartis sur tout le territoire.
- Secours Catholique : Forte de plus de 67 000 bénévoles, l’association Secours Catholique-Caritas France dispose d'un agrément national[14] pour des missions de sécurité civile type B et C.
- Union Nationale des Associations de Secouristes et Sauveteurs des groupes La Poste et France Télécom (UNASS) : En 1966, quelques agents de la Poste et de France Télécom passionnés de secourisme ont créé une association dont le but était de promouvoir le secourisme. Aujourd'hui chaque département a une association. En 1970, l'union nationale des associations de secouristes et sauveteurs La Poste et France Télécom [15] est créée. Elle reçoit l'agrément du ministère de l'Intérieur le 5 juin 1972. Actuellement, le mouvement est constitué de cent et une associations sur l'ensemble du territoire métropolitain et d'outre-mer. Présent dans trente-cinq départements, il compte environ cinq mille équipiers-secouristes (en 2008) avec un agrément national de Sécurité Civile[16] pour les missions de type A-B-C-D
L'UNASS est agréée pour la formation aux premiers secours (du PSC 1 à l'instruction).
- Société Nationale de Sauvetage en Mer : La SNSM est une association qui assure le sauvetage en mer et participe à la surveillance des plages. Elle dispose d'un agrément de Sécurité Civile[17] pour les missions type A- opérations de secours (secours aux personnes); "A-sauvetage aquatique" et type D : "PAPS" et "DPS-PE à GE". En outre elle forme au secourisme et au diplôme de formateur de secourisme. La SNSM est agréée par le Ministère de la Mer en qualité d'organisme de secours et sauvetage en Mer[18].
- VISOV: Volontaires Internationaux en Soutien Opérationnel Virtuel.

#### Autres Associations de secours et de Formation aux premiers secours
- Fédération Française d'Études et de Sports Sous-Marins[19] (FFESSM) : association sportive qui, en raison des risques importants que représente la plongée sous-marine, délivre des formations aux premiers secours de base et aux secours spécialisés à ses membres. Elle a notamment créé un diplôme interne, le RIFAP (Réactions et Interventions Face à un Accident de Plongée).
- Fédération Nationale des Sapeurs Pompiers de France (FNSPF) : Les sapeurs-pompiers sont des fonctionnaires ; les sapeurs-pompiers volontaires sont assimilés fonctionnaires uniquement durant leurs gardes et interventions. Malgré leur différence de statut, ils ont ensemble leur association, la Fédération nationale des sapeurs-pompiers de France[20], qui s'occupe de la défense des droits et des intérêts des sapeurs-pompiers, ainsi que de leurs œuvres sociales (orphelins, mutuelle) : il ne s'agit donc pas exclusivement d'une association de secourisme. Elle est agréée pour la formation aux premiers secours, et des moniteurs sapeurs-pompiers effectuent des formations au grand public par son intermédiaire. Elle a été créée en 1882.
- Groupe de Secours Catastrophe Français
- Pisteurs : L'association nationale des directeurs de pistes et de sécurité des stations de sports d'hiver[21], l'association nationale des pisteurs-secouristes[22] et l'association nationale des professionnels de la sécurité des pistes sont agréées pour la formation aux premiers secours.
- Unité Mobile de Premiers Secours
- Union Nationale de Protection Civile : l'Union Nationale de Protection Civile (UNPC) est une association régie par la loi de 1901. Elle a été fondée en 1950 par M. Imbert et J.-E. Laurent Perrussel.

#### Administrations
- Armées : la formation aux premiers secours fait normalement partie de l'enseignement de base des recrues, bien qu'il existe de grandes disparités entre les corps.
- Cesu : les centres d'enseignement des soins d'urgence dépendent des Samus. Ils forment notamment les ambulanciers.
- Éducation nationale : on parle depuis longtemps d'un module de premiers secours à l'école, il est même inscrit aux programmes, mais on attend toujours un effort national… L'enseignement des premiers secours ne fait pas non plus partie de la formation des professeurs, à l'exception des professeurs des écoles (instituteurs) par l'arrêté du 10 mai 2005.
- Service départemental d'incendie et de secours : formation professionnelle des sapeurs-pompiers.

## EnSuisse
En Suisse, les secouristes non professionnels sont communément appelés samaritain. Depuis 2005, les formations de secourisme non professionnels peuvent être certifiés par un organisme indépendant, membre de la croix-rouge, l'office de certification ResQ.
Les secouristes professionnels sont des ambulanciers ES. Ils ont une formation initiale de trois ans qui représente environ cinq mille quatre cents heures de cours théoriques, pratiques et de stages hospitalier et préhospitalier.
L'ambulancier dipl. ES[Quoi ?] assure de manière autonome ou en coopération avec le médecin d'urgence et/ou avec d'autres professionnels autorisés la prise en charge préhospitalière des patients en détresse, en situation de crise ou de risque.
Il assure la conduite de l'intervention. Il intervient dans le cadre de la chaîne de sauvetage dans le domaine des premiers secours, du transport et des interfaces des différents maillons de la chaîne du sauvetage, afin de garantir la continuité des soins préhospitaliers. Il agit de manière autonome dans l'application des techniques de sauvetage. Il agit de manière autonome dans le cadre des compétences qui lui sont confiées en vue de la prise en charge préhospitalière. Il maîtrise la conduite du véhicule de sauvetage. Il assure que dans le service de sauvetage l'infrastructure, les techniques applicables et la logistique soient opérationnelles. Il assure la prévention de risques pour la santé et contribue à l'assurance qualité et au développement de la profession.

### Privé
- Air Glaciers
- Air Zermatt
- Croix-Rouge suisse Suisse (CRS)
- Garde aérienne suisse de sauvetage (REGA)
- Société internationale de sauvetage du Léman (SISL)
- Société suisse de sauvetage (SSS)

### Administration
- Service mobile d'urgence et de réanimation (SMUR)
- Les différents corps de sapeurs-pompiers en Suisse
  - Sapeurs-pompiers de Genève
- Protection civile suisse
- Armée suisse : la formation aux premiers secours fait partie de l'enseignement de base des recrues, bien qu'il existe de grandes disparités entre les corps.